# Alistair Te Ariki Campbell
Alistair Te Ariki Campbell, né le 25 juin 1925 et mort le 16 août 2009, est un écrivain de langue anglaise, né à Rarotonga aux îles Cook. 

## Biographie
Né d'une mère māori, Teu Bosini et d'un père d'origine néo-zélandaise Jock Campbell, dont la famille est installée aux îles Cook depuis trois générations, le jeune Campbell passe ses premières années à Penrhyn, l'île d'où est originaire sa famille maternelle. Après le décès de sa mère en 1932 des suites d'une tuberculose puis de son père l'année suivante, il est envoyé avec ses deux frères à l'orphelinat de Dunedin (Nouvelle-Zélande). Il est alors âgé de sept ans. 
En 1943, il commence des études supérieures à l'université d'Otago avant de rejoindre le "Wellington Teachers College". Il échoue néanmoins à ses examens. Après avoir fait divers petits boulots, il finit par se faire engager comme jardinier à l'hôpital de la Croix Rouge de Wellington. Ce travail certes peu  reluisant, lui laisse néanmoins le temps de se consacrer à la lecture et l'écriture. Il publie en 1950 un premier poème intitulé "Elegy" dans le journal littéraire, "Mine Eyes Dazzle".
Il épouse cette même année l'auteur néo-zélandais Fleur Adcock avant de la quitter en 1958 pour une jeune actrice Meg Anderson. En 1961, il publie un roman pour enfant intitulé  The Happy Summer. Ses premiers écrits, assez classiques, reflètent assez peu ses origines polynésiennes. Cela change à partir du milieu des années 1960. S'intéressant à l'histoire des māori de Nouvelle-Zélande, il publie en 1963 Sanctuary of Spirits, une histoire des Ngati Toa, tribu installée près de chez lui à Pukurua Bay. Dans les années qui suivent, il compose une série de poèmes sur le même thème, finalement publiés en 1972 dans le recueil intitulé Kapiti. En 1974, l'une de ses pièces When the Bough Breaks est jouée sur scène à Wellington. 
En 1979, il retourne pour la première fois aux îles Cook, visitant Rarotonga et Penrhyn. Ce retour aux sources devait lui inspirer l'un de ses recueils les plus célèbres, The Dark Lord of Savaiki paru en 1980 ou encore Stone Rain: The Polynesian Strain (1992). En 1984, il écrit également ses mémoires qu'il publie sous le titre Island to Island. 
En 2005, Alistair Te Ariki Campbell reçoit pour son œuvre le Prix du "Premier Ministre" ("Prime Minister’s Awards for Literary Achievement")

## Œuvre

### Recueils de poésie
- "Kapiti", Pegasus Press, 1972
- "The Dark Lord of Savaiki", Te Kotare Press, 1980
- "Stone Rain: The Polynesian Strain", Hazard Press, 1992.
- "Pocket Collected Poems", Hazard Press, 1996.
- "Gallipoli and Other Poems", 1999
- "Maori Battalion: A Poetic Sequence", Wai-te-ata Press, 2001.

### Romans
- "The Happy Summer", 1961
- "Fantasy With Witches" 1999